# لبخند ستوان
لبخند ستوان (انگلیسی: The Smiling Lieutenant) فیلمی در ژانر کمدی رمانتیک و موزیکال به کارگردانی ارنست لوبیچ است که در سال ۱۹۳۱ منتشر شد.

## بازیگران
- موریس شوالیه
- کلودت کولبرت
- میریام هاپکینز
- شارلی روگلز
- جورج باربیه
- الیزابت پترسون
- هری سی. بردلی